# El Mansoura SC
El Mansoura Sporting Club (ar. نادى المنصورة للألعاب الرياضية) – egipski klub piłkarski, grający w drugiej lidze, mający siedzibę  w mieście Al-Mansura.

## Stadion
Domowe mecze klub rozgrywa na stadionie o nazwie El-Mansoura w Al-Mansura, który może pomieścić 20000 widzów.

## Reprezentanci kraju grający w klubie
Stan na wrzesień 2016.
| - Ekramy Abdel-Aziz - Tamer Abdel-Hamid - Walid Salah Abdel-Latif - Mahmoud Bedeir - Mohamed El-Mahaly - Mahmoud Abou El-Saoud - Abdel El-Saqua - Beshir El-Tabei - Yasser Farouk - Al-Sayed Hamdy - Hany Kamel - Mohamed Kamouna - Ahmed Metwaly | - Ayman Moheb - Dawoud Nasr - Yasser Rayyan - Ateya Saber - Tawfik Sakr - Ibrahim Salah - Ahmed Salama - Saad Saleit - Reda Shehata - Abdelaziz Tawfik - Ahmed Tawfik - Amr Zaki |